# Pinguicula crystallina
|  | Dieser Artikel wurde aufgrund von formalen oder inhaltlichen Mängeln in der Qualitätssicherung Biologie zur Verbesserung eingetragen. Dies geschieht, um die Qualität der Biologie-Artikel auf ein akzeptables Niveau zu bringen. Bitte hilf mit, diesen Artikel zu verbessern! Artikel, die nicht signifikant verbessert werden, können gegebenenfalls gelöscht werden. Lies dazu auch die näheren Informationen in den Mindestanforderungen an Biologie-Artikel. |

 Pinguicula crystallina  ist eine fleischfressende Pflanze aus der Gattung der Fettkräuter (Pinguicula) in der monotypischen Sektion Cardiophyllum.

## Merkmale
Die ausgewachsene Pflanze hat sechs bis neun, dünne, elliptisch-längliche bis eiförmig-längliche, hellgrüne Blätter, die 15 bis 30 mm lang und 10 Millimeter breit sind. Anders als andere europäische Arten bildet sie keine Hibernakel und hat weißlich-blaue oder zartrosa Blüten.

## Verbreitung und Habitat
Pinguicula crystallina ssp. crystallina ist in Zypern endemisch, die Unterart Pinguicula crystallina ssp. hirtiflora hingegen ist weiter verbreitet und  findet sich auch in Süditalien, dem ehemaligen Jugoslawien, Albanien und Griechenland. Ein französisches Vorkommen gilt als angesalbt. Die Art siedelt bevorzugt auf Kalk oder Serpentin an Felswänden oder quelligen, schattigen Standorten, die durch Sprühwasser oder Überrieselung befeuchtet werden.

## Systematik
Man kann folgende Unterarten unterscheiden:
- Pinguicula crystallina subsp. crystallina
- Pinguicula crystallina subsp. hirtiflora (Ten.) Strid: Sie ist weiter verbreitet, mit schwächerem Wuchs sowie kurzem Blütensporn. Sie wird von manchen Autoren auch als eigenständige Art angesehen: Pinguicula hirtiflora Ten.[1]